# Akviferlager
Med akviferlager menas att kyla och värme säsongslagras i ett naturligt grundvattenmagasin, en så kallad akvifer. Grundvatten finns överallt i marken i de naturligt förekommande hålrummen (sprickor eller porer) i berg och jord och under kapillärzonen.
För att kunna använda energin som är lagrad i marken utnyttjas grundvatten som värmeväxlande medium och som transportör av energin. Via vanliga borrade brunnar pumpas grundvatten från akviferen till en energianläggning där energin, i form av värme och kyla beroende användning, förs över till användaren via värmeväxlare. Om till exempel kyla ska användas, kan temperaturen på grundvattnet efter värmeväxlaren hålla en temperatur långt över den naturliga, upp till 20°C. Det vattnet injekteras ner i akvifären på ett annat ställe än där det togs upp. Energin i det varma grundvattnet överförs därmed till berggrunden/jordlagren och kan på så sätt lagras. När värmebehov sedan föreligger, vänder man på systemet och pumpar upp grundvatten från den nu betydligt varmare akviferen. På så sätt får man en kall- och en varm sida av akviferlagret.
Tekniken är mycket effektiv men är begränsad till platser med lämpliga akviferer, vilket grovt skattat är 10-15 procent av landets yta eller 25-30 procent sett till befolkning. Trots detta finns det i nuläget ett hundratal större akviferlager i drift i Sverige, oftast storskaliga. Anledningen till att ett akviferlager är så effektivt är den stora mängd energi som grundvattnet kan transportera, den effektiva energiväxlingen i marken samt uppdelningen på en varm och en kall sida.
Det finns flera olika system att nyttja akvifererna. Oftast handlar det om kombinerad produktion av värme och kyla. För värmeproduktionen används värmepump. Dessa system har oftast en energifaktor mellan sex och sju, det vill säga ur en enhet energi får man sex till sju gånger så mycket tillbaka. Vid produktion av kyla är den oftast helt och hållet direktväxlad – så kallad frikyla. Energifaktorn för dessa, oftast storskaliga projekt, hamnar normalt på 30-40.
Akviferlager är som mest effektiva i stora applikationer som fjärrvärme och fjärrkyla, samt offentliga lokaler som sjukhus, flygplatser och liknande.